# Matthias Habich

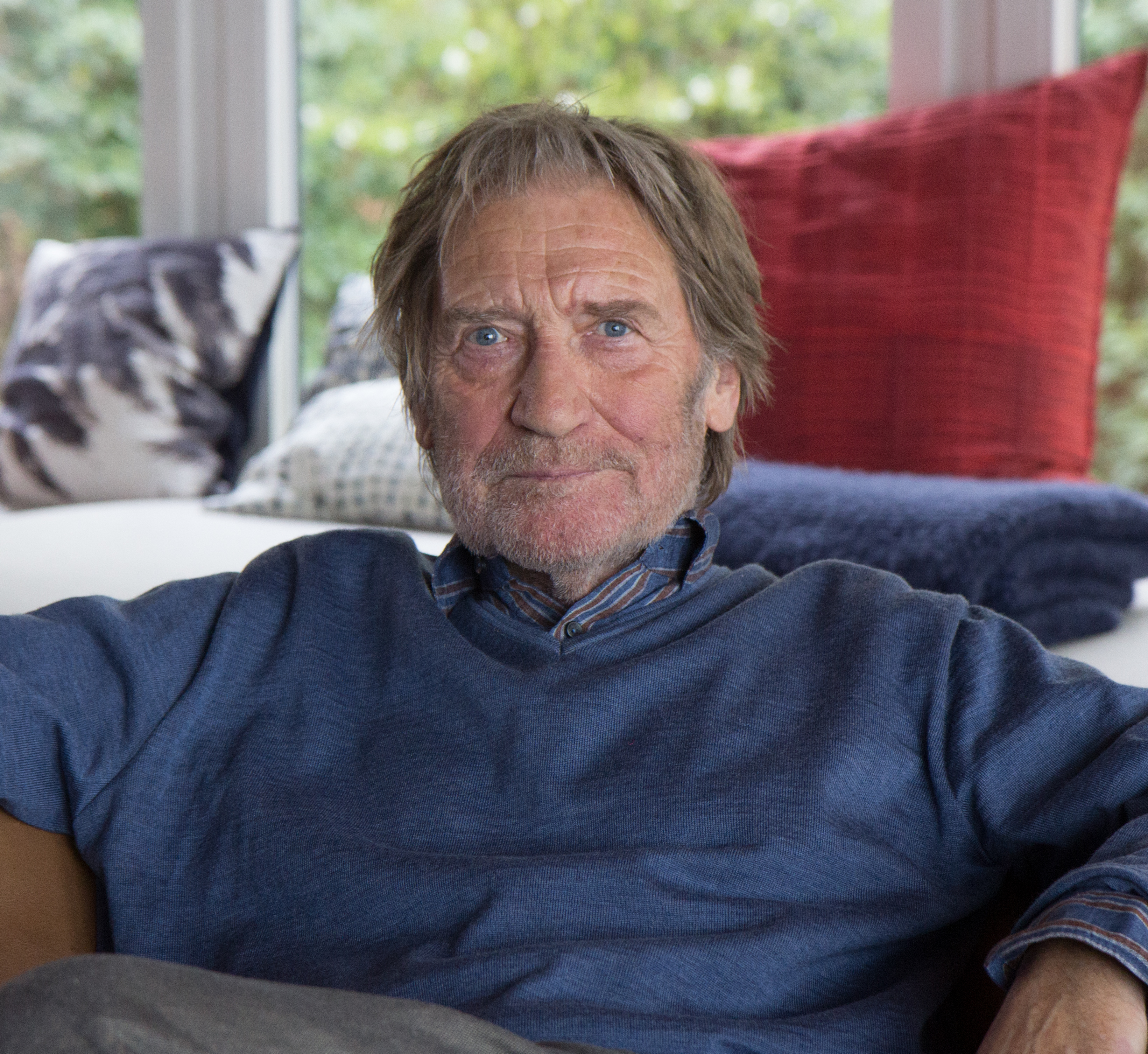
Matthias Habich, 2018

Matthias Habich (* 12. Januar 1940 in Danzig) ist ein deutscher Schauspieler und Hörspielsprecher. Seit 1965 stand er in über 110 Film- und Fernsehproduktionen vor der Kamera und wirkte in etlichen Theaterinszenierungen.

## Leben
Matthias Habich wurde als Sohn des Kaufmanns Willi Habich und seiner Frau Elsbeth, geb. Wendler, in Danzig geboren. 1945 floh seine schwangere Mutter mit ihm und seinen zwei Brüdern nach Hamburg-Harburg, wo Habich aufwuchs und das Alexander-von-Humboldt-Gymnasium besuchte. Nach dem Abitur absolvierte er von 1961 bis 1964 seine Schauspielausbildung an der Staatlichen Hochschule für Musik und Darstellende Kunst bei Eduard Marks. Er studierte 1966 ein Semester lang am Conservatoire de l’art dramatique in Paris und nahm 1980 Schauspielunterricht bei Lee Strasberg, Rick Zank und Uta Hagen in den USA. Habich lebt in Paris, Zürich und Locarno.

## Werdegang

### Theater
1963 spielte Habich den Fortinbras in Gustaf Gründgens’ Inszenierung des Hamlet am Deutschen Schauspielhaus in Hamburg. Es folgten Engagements am Stadttheater Chur, in Baden-Baden, Basel und an den Wuppertaler Bühnen. 1967 ging er an das Schauspielhaus Zürich und spielte 1970/71 an den Münchner Kammerspielen (1970/71). Von 1971 bis 1976 (und später als Gast) war an den Staatlichen Schauspielbühnen Berlin und an der Freien Volksbühne Berlin engagiert, ab 1977 dann erneut am Schauspielhaus Zürich und 1983/84 am Wiener Burgtheater.

### Film und Fernsehen
1965 stand Habich erstmals in dem von Peter Beauvais inszenierten Fernsehfilm Undine in der Titelrolle vor der Kamera. Seinen ersten großen Erfolg vor der Kamera hatte er 1973 in der Titelrolle des preußischen Offiziers Friedrich von der Trenck im Fernseh-Sechsteiler Die merkwürdige Lebensgeschichte des Friedrich Freiherrn von der Trenck unter der Regie von Fritz Umgelter. Danach spielte er in den Vierteilern Die unfreiwilligen Reisen des Moritz August Benjowski und Des Christoffel von Grimmelshausen abenteuerlicher Simplicissimus unter demselben Regisseur (beide ausgestrahlt 1975). Sein Kinodebüt gab Habich 1976 als eiskalter preußischer Offizier in Der Fangschuß. Es folgte eine Vielzahl weiterer Rollen auf der Kinoleinwand.
1999 übernahm Habich als deutsch-jüdischer Professor Victor Klemperer die Titelrolle in der zwölfteiligen Fernsehserie Klemperer – Ein Leben in Deutschland unter der Regie von Andreas Kleinert und Kai Wessel. 2001 erhielt er den Deutschen Filmpreis für seine Leistung in Caroline Links vielfach preisgekröntem Drama Nirgendwo in Afrika. Im Kino war er 2008 neben der internationalen Produktion Der Vorleser, an der Seite von Kate Winslet und Ralph Fiennes, 2009 auch in dem Drama Waffenstillstand zu sehen. Für seine Rolle im Fernsehfilm Ein halbes Leben erhielt Habich gemeinsam mit seinen Schauspielerkollegen Josef Hader und Franziska Walser sowie Regisseur Nikolaus Leytner den Grimme-Preis. Nach zwei Kinofilmen 2010 wirkte Habich verstärkt wieder in Fernsehproduktionen mit, u. a. 2012 in der Episode Abschied von Hannah der Melodram-Filmreihe Liebe am Fjord als Schriftsteller Henrik Agdestein, der mit dem Tod seiner Frau zurechtkommen muss oder neben Jan Josef Liefers im Thriller Das Kindermädchen der ZDF-Fernsehreihe Joachim Vernau als Familienpatriarch, der mit der dunklen Vergangenheit seiner Familie konfrontiert wird. Unter der Regie von Matti Geschonneck wurde er 2015 an der Seite Ina Weisse und Hannelore Elsner in dessen Filmdrama Ein großer Aufbruch ebenfalls in der Rolle eines Familienpatriarchen besetzt. In Margarethe von Trottas Die abhandene Welt spielte er im selben Jahr eine Kinohauptrolle als Witwer, der auf einem Zeitungsfoto seine angeblich tote Frau wiederzuerkennen glaubt.

### Auszeichnungen
Als eine prägende Gestalt der deutschen Film-, Fernseh- und Theaterszene, die sich eindrucksvoll für die Verbesserung der prekären Wirtschaftssituation der meisten Schauspieler einsetzte (Preiskriterium), wurde Habich im November 2022 mit dem Götz-George-Preis ausgezeichnet, wie vor ihm Gudrun Ritter, Karin Baal, Margit Carstensen und Peter Striebeck.

## Filmografie

### Kino
- 1973: Abenteuer eines Sommers
- 1974: Fluchtgefahr (Regie: Markus Imhoof)
- 1976: Der Fangschuß
- 1977: Der Mädchenkrieg
- 1980: Die Reinheit des Herzens
- 1982: Imperativ
- 1983: Glut
- 1984: Die Glorreichen (Les morfalous)
- 1988: À corps perdu
- 1988: Der Passagier – Welcome to Germany
- 1991: La Demoiselle sauvage
- 1991: Der Fall Ö.
- 1996: Jenseits der Stille
- 2001: Duell – Enemy at the Gates
- 2001: Nirgendwo in Afrika
- 2004: Der Untergang
- 2005: Unkenrufe – Zeit der Versöhnung
- 2007: Caótica Ana
- 2008: Der Vorleser (The Reader)
- 2009: Waffenstillstand
- 2010: Nanga Parbat
- 2013: Der Geschmack von Apfelkernen
- 2014: Where I Belong
- 2015: Die abhandene Welt
- 2017: Berlin Syndrom
- 2017: Conni & Co 2 – Das Geheimnis des T-Rex
- 2020: Lassie – Eine abenteuerliche Reise
- 2020: Narziss und Goldmund
- 2021: Prinzessin

### Fernsehen

#### Fernsehfilme- und mehrteiler
- 1965: Undine
- 1972: Das Klavier
- 1972: Die merkwürdige Lebensgeschichte des Friedrich Freiherrn von der Trenck (Sechsteiler)
- 1974: Die unfreiwilligen Reisen des Moritz August Benjowski (Vierteiler)
- 1974: Im Vorhof der Wahrheit
- 1975: Des Christoffel von Grimmelshausen abenteuerlicher Simplizissimus (Vierteiler)
- 1978: Ursula
- 1982: Jack Holborn (Sechsteiler)
- 1985: Schöne Ferien – Urlaubsgeschichten aus Sri Lanka und von den Malediven
- 1987: Der Schrei der Eule
- 1988: Crash
- 1989: Noch ein Wunsch
- 1990: Der Reisekamerad (O Janovi a podivuhodném příteli)
- 1992: Das letzte U-Boot
- 1994: Lauras Entscheidung (Regie: Uwe Janson)
- 1995: Deutschlandlied
- 1997: Die Rättin – Regie: Martin Buchhorn
- 1997: Das Urteil
- 1998: Zucker für die Bestie
- 1999: Picknick im Schnee
- 2000: Jahrestage (Vierteiler)
- 2003: Trenck – Zwei Herzen gegen die Krone
- 2004: Nero – Die dunkle Seite der Macht
- 2005: Kein Himmel über Afrika
- 2006: Silberhochzeit
- 2007: Schuld und Unschuld (Zweiteiler)
- 2007: Afrika, mon amour (Dreiteiler)
- 2008: Ein halbes Leben
- 2010: Letzter Moment
- 2010: Die Schwester
- 2010: Morgen musst Du sterben
- 2011: Eine halbe Ewigkeit
- 2012: Und alle haben geschwiegen
- 2014: Die Toten von Hameln
- 2014: Altersglühen – Speed Dating für Senioren
- 2014: Sein gutes Recht
- 2015: Das Gewinnerlos
- 2015: Ein großer Aufbruch
- 2016: Matthiesens Töchter
- 2018: Das Leben vor mir
- 2020: Gott von Ferdinand von Schirach

#### Fernsehserien und -reihen
- 1965: Der Forellenhof (Folge Hochsaison)
- 1996: Tatort: Der kalte Tod
- 1999: Klemperer – Ein Leben in Deutschland (12 Folgen)
- 2003: Bella Block (Folge Kurschatten)
- 2007: Giganten (Folge Alexander von Humboldt)
- 2009: Tatort: Neuland
- 2011: Bloch (Folge Der Heiland)
- 2012: Joachim Vernau (Folge Das Kindermädchen)
- 2012: Liebe am Fjord (Folge Abschied von Hannah)
- 2016: Tatort: Wofür es sich zu leben lohnt
- 2022: Safe (2 Folgen)

## Hörspiele und Features (Auswahl)
- 1965: Herbert Lichtenfeld: Ein Kriegsleiden – Regie: Peterpaul Schulz (SWF)
- 1988: Antonio Skarmeta: Match-Ball – Regie: der Autor, Komposition: Roberto Tecaros (SWF/RB/SFB)
- 1989: Sam Jaun: Die Eisprinzessin – Regie: Harald Koerner (SWF)
- 1995: Jostein Gaarder: Sofies Welt –  Übersetzung: Gabriele Haefs, Bearbeitung: Richard Hey, Regie: Hartmut Kirste, Komposition: Peter Zwetkoff (15-teilige Hörspiel SWF/MDR)
- 1998: Francis Ponge: Die Seife – Übersetzung: Maria Bosse-Sporleder, Bearbeitung: Peter Liermann, Regie: Stefan Hardt (HR)
- 2002: Peter Steinbach: Die wunderbare Welt des Jean-Henri Fabre – Regie: Marguerite Gateau (12-teiliges Hörspiel – DLR)
- 2004: Jonathan Safran Foer: Alles ist erleuchtet – Übersetzung: Dirk van Gunsteren, Bearbeitung und Regie: Leonhard Koppelmann, Komposition: Henrik Albrecht (SWR)
- 2005: Tad Williams: Otherland – Übersetzung: Hans-Ulrich Möhring, Bearbeitung und Regie: Walter Adler, Komposition: Pierre Oser (HR)
- 2006: Philippe Bruehl: Toulouse Confidential – Regie: Philippe Bruehl (Hörspiel – SWR)
- 2006: Elias Khoury: Das Tor zur Sonne – Übersetzung: Leila Chammaa, Bearbeitung: Helmut Peschina, Regie: Leonhard Koppelmann, Komposition: Franz Hummel (3-teiliges Hörspiel WDR)
- 2007: Arkadij Bartov: Wie das Leben so ist – Übersetzung aus dem Russischen: Thomas Wiedling, Regie: Stefan Dutt (DKultur)
- 2007: Wolf Erlbruch: Ente, Tod und Tulpe – Bearbeitung und Regie: Uwe Schareck (WDR)
- 2007: Guido Gin Koster: Barmusik für Cassavetes – Regie: Corinne Frottier, Komposition: Gert Anklam, Holger Mantey (RBB)
- 2008: Jules Verne: 20.000 Meilen unter dem Meer Deutsche Fassung: Holger Teschke – Regie: Götz Naleppa (Hörspiel – DKultur)
- 2013: Ferdinand Kriwet: Radio-Revue oder „Ich bräuchte jemanden, der mich mir zurückgibt“ (1960/61) – Regie: Ferdinand Kriwet – (Hörspiel – DKultur/WDR)
- 2013: Jonas Jonasson: Der Hundertjährige – Bearbeitung: Heinz-Dieter Sommer, Regie: Leonhard Koppelmann (2-teiliges Hörspiel HR)
- 2013: Jan Decker: Morgenland und Abendland – Regie: Giuseppe Maio (Feature – DKultur)
- 2013: Rolf Schönlau: Das Hibernat Regie: Jörg Schlüter, Komposition: Thom Kubli (WDR)
- 2014: Michael Glasmeier: Pontormos Sintflut – Realisation und Musik: Frieder Butzmann – (Hörspiel – DKultur)
- 2014: Sonallah Ibrahim / Samir Nasr: Kairo, 11. Februar (Sonallah – alt) – Regie: Samir Nasr (Hörspielpreis Premios Ondas 1914 – RBB)
- 2015: Honoré de Balzac: Eugénie Grandet – Regie: Marguerite Gateau (Hörspiel – DKultur)
- 2015: Kirstin Petri: Die Spur der Katzen – Ein Baukasten-Hörspiel – Regie: die Autorin (Kinderhörspiel DKultur)
- 2015: Lothar Trolle: Dshan (nach Motiven des Romans von Andrej Platonow) – Übersetzung: Alfred Frank, Bearbeitung und Regie: Walter Adler, Komposition: Pierre Oser (SWR)
- 2015: Cécile Wajsbrot: Sirenengesang – Regie: Beatrix Ackers, Komposition: Tilmann Ehrhorn (SR)
- 2016: Johan Theorin: Inselgrab – Übersetzung: Kerstin Schöps, Susanne Dahmann, Bearbeitung: Andrea Czesienski, Regie: Götz Naleppa, Komposition: Werner Cee (DKultur)
- 2019: Gaston Leroux: Das Phantom der Oper – Regie: Regine Ahrem, Komposition: Michael Rodach (2-teiliges Hörspiel RBB)
- 2021: Margaret Mitchell: Vom Wind verweht – Die Prissy Edition – Bearbeitung: Amina Eisner, Regie: Jörg Schlüter, Komposition: Philipp Thimm (8-teiliges Hörspiel WDR)
- 2024:  Shaun Tan: Geschichten aus der Vorstadt des Universums – Übersetzung: Eike Schönfeld, Regie: Iris Drögekamp, Komposition: Martina Eisenreich (3-teiliges Orchesterhörspiel in drei Teilen nach dem gleichnamigen Bilderbuch SWR)
- 2024:  Frank Witzel: Ein Leben im Ton – Regie: Leonhard Koppelmann, Komposition: der Autor  (2-teiliges Hörspiel HR)
- 2025: Sathyan Ramesh: Lélé – Regie: Leonhard Koppelmann (HR)

## Hörbücher (Auswahl)
- 2002: Nevada-Gas. Audio Verlag, Berlin.
- 2003: Spanisches Blut. Audio Verlag, Berlin.
- 2004: Shaft und die sieben Rabbiner. Audio Verlag, Berlin
- 2009: 20.000 Meilen unter dem Meer (Jules Verne). Der Audio Verlag (DAV), Berlin, 2009, ISBN 978-3-89813-905-2 (Hörspiel, 1 CD, 44 Min.)
- 2009: hesse projekt, Gedicht: Die Welt, unser Traum

## Auszeichnungen
- 1997: Goldener Löwe in der Kategorie Bester Fernsehfilm-Schauspieler für die Tatort-Folge Der kalte Tod, SWF
- 1998: Adolf-Grimme-Preis für Das Urteil (zusammen mit Paul Hengge und Klaus Löwitsch)
- 2001: Deutscher Fernsehpreis für Jahrestage, ARD
- 2002: Deutscher Filmpreis in der Kategorie Bester Nebendarsteller für Nirgendwo in Afrika
- 2009: Bundesverdienstkreuz am Bande der Bundesrepublik Deutschland
- 2010: Adolf-Grimme-Preis für Ein halbes Leben, ZDF (zusammen mit Franziska Walser und Josef Hader)
- 2022: Götz-George-Preis für sein Lebenswerk
- 2022: Goldener Ochse beim Filmkunstfest Mecklenburg-Vorpommern[3]